# Bộ Phiệt (丿)
Bộ Phiệt (丿) nghĩa là "nét phẩy", là 1 trong 6 bộ thủ chỉ có 1 nét trong tổng số 214 Bộ thủ Khang Hy.
Khang Hy tự điển đề cập tổng cộng 33 chữ (trong tổng số 49,030) sử dụng bộ thủ này. Chữ 丿 rất giống chữ ノ (no) trong hệ thống kana tiếng Nhật.
Chữ phiệt là 1 trong 8 nguyên tố cấu thành chữ 永 (永字八法 Vĩnh tự bát pháp), nền móng của thư pháp Trung Quốc.

## Chữ dùng bộ Phiệt (丿)

Chữ tiểu triện.

| Nét    | Chữ                     |
| ------ | ----------------------- |
| 1 nét  | 丿乀 乁                 |
| 2 nét  | 乂 乃 乄                |
| 3 nét  | 久 乆 乇 么 义 乊 之 乡 |
| 4 nét  | 乌 乏                   |
| 5 nét  | 乍 乎 乐                |
| 6 nét  | 丢 乑（眾） 乒 乓 乔    |
| 7 nét  | 乕                      |
| 8 nét  | 乖                      |
| 9 nét  | 乗                      |
| 10 nét | 乘                      |